# Tomohito Shugyo
Tomohito Shugyo (修行 智仁 Shugyo Tomohito?), född 29 juni 1984 i Osaka prefektur, är en japansk fotbollsspelare.
Shugyo började sin karriär 2007 i Gainare Tottori. 2009 flyttade han till FC Machida Zelvia. Han spelade 109 ligamatcher för klubben. Efter FC Machida Zelvia spelade han för Oita Trinita och FC Imabari.